# Rimini Baseball Club 2011
Il Rimini Baseball Club, sponsorizzato Telemarket, ha preso parte alla Italian Baseball League 2011.

## Verdetti stagionali
- Italian Baseball League:
  - stagione regolare: 5º posto (24 vittorie, 18 sconfitte);
  - coppa Italia: eliminazione in semifinale da Parma.

## Divise e sponsor
Lo sponsor tecnico per la stagione 2011 è Erreà. Sulle divise campeggia lo sponsor principale Telemarket.
| Prima | Seconda | Terza |

## Roster

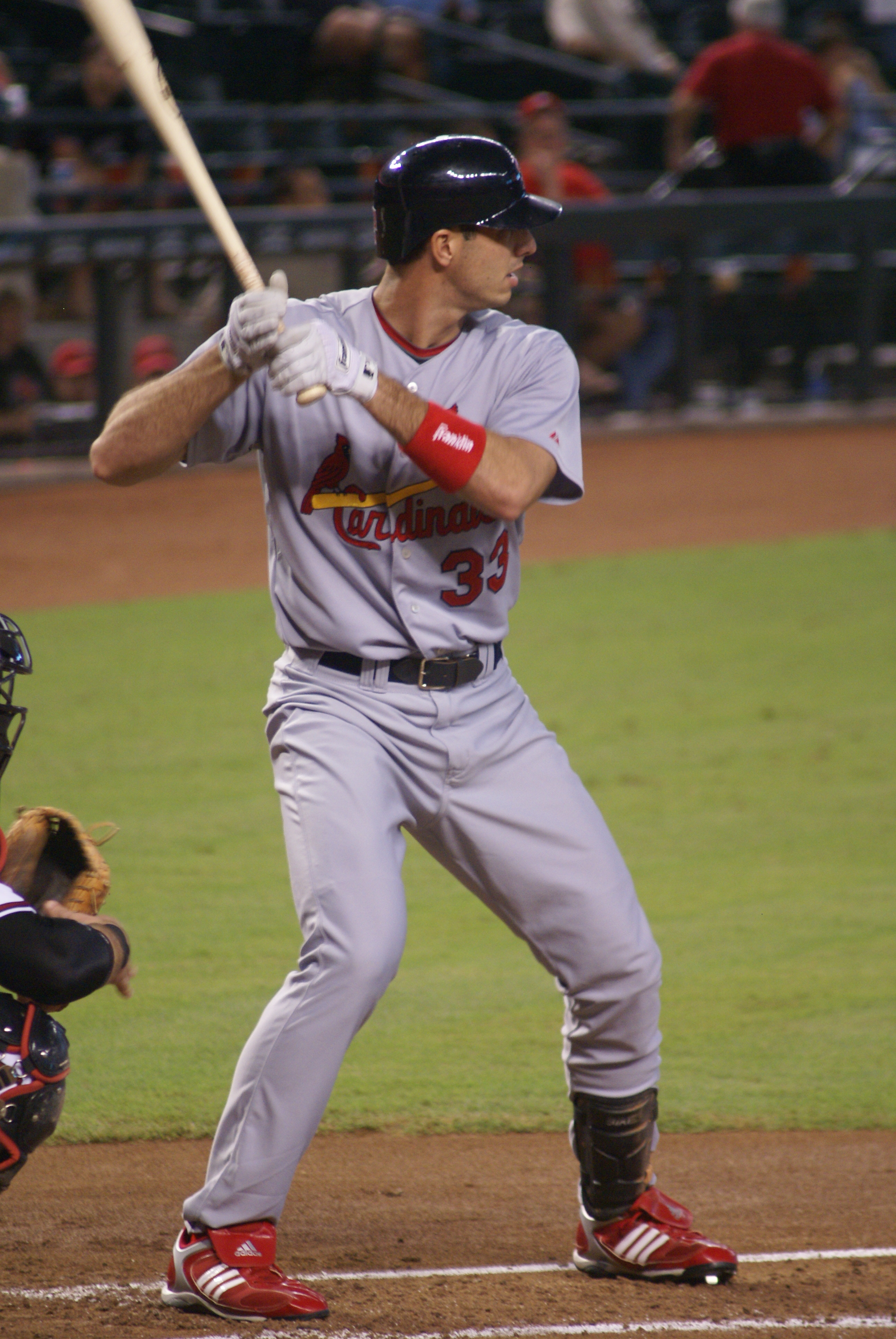
Josh Phelps, qui in MLB ai St. Louis Cardinals

- Jan Řeháček viene tagliato il 23 maggio[1]
- Il 21 giugno il manager Larry Olenberger lascia l'incarico per motivi familiari e al suo posto viene promosso Chris Catanoso, che dal 2008 fino a quel momento ricopriva il ruolo di pitching coach (e nello staff tecnico già durante la stagione 2002)[2]

## Organigramma

### Staff organizzativo
- Team manager: Gianluca Giani

### Staff tecnico
- Manager: Larry Olenberger, dal 21 giugno Chris Catanoso
- Coaches: Mike Romano, Paolo Siroli, Andrea Palumbo, Chris Catanoso

### Staff medico
- Medico sociale: Dott. Paolo Montanari
- Fisioterapista: Roberto Zani